# Bischofskrypta auf dem Wawel

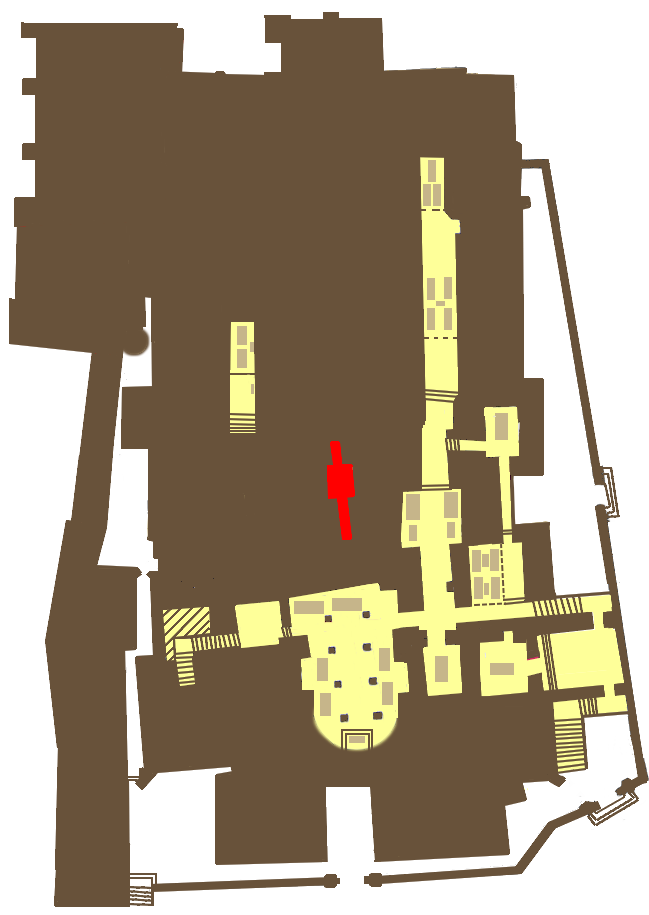
Bischofskrypta auf dem Plan der Wawel-Kathedrale

Die Bischofskrypta auf dem Wawel (poln. Krypta biskupia na Wawelu) ist eine Krypta, die sich im Kellergeschoss der Krakauer Wawel-Kathedrale befindet. Sie wurde von 1626 bis 1629 unterhalb des Stanislaus-Mausoleums von Bischof Marcin Szyszkowski eingerichtet. Zunächst wurden 1630 der Bischof und seine Familienmitglieder, unter anderem Piotr Szyszkowski, hier beigesetzt. Sie diente als Familiengruft der Szyszkowskis. 1699 wurde mit Jan Małachowski der erste Krakauer Bischof hier bestattet, der nicht zur Familie Szyszkowski gehörte. Damit verlor sie den Status eine Familiengruft.

## Ausgewählte Bestattungen
- Marcin Szyszkowski
- Piotr Szyszkowski
- Jan Małachowski
- Kazimierz Łubieński
- Karol Skórkowski (1768–1851), römisch-katholischer Geistlicher
- Albin Dunajewski (1817–1894), Fürstbischof von Krakau und Kardinal der Römischen Kirche
- Adam Stefan Sapieha (1867–1951), Erzbischof von Krakau aus der Familie Sapieha
- Franciszek Macharski (1927–2016), Erzbischof von Krakau